# 高邮净土寺塔
高邮净土寺塔，位于江苏省扬州市高邮市高邮街道东郊琵琶路南侧，是中华人民共和国江苏省文物保护单位之一。
2006年6月5日，授予江苏省文物保护单位，是一座古建筑。